# Dunston (Tyne and Wear)
Pour les articles homonymes, voir Dunston.
Dunston est une localité d’Angleterre située dans le district métropolitain de Gateshead du Tyne and Wear.